# Berners Hotel
Pour les articles homonymes, voir Berners.
 (mai 2019).
Le Berners Hotel, maintenant connu sous le nom de London Edition Hotel, est situé dans Berners Street, dans la Cité de Westminster, à Londres. Construit en 1908–1910, il est désormais un monument classé de grade II.